# Cerotainia feminea
Cerotainia feminea là một loài ruồi trong họ Asilidae. Cerotainia feminea được Curran miêu tả năm 1930. Loài này phân bố ở vùng Tân nhiệt đới.